# Urszula Radwańska
Urszula Radwańska, född 7 december 1990 i Ahaus i Tyskland, är en polsk högerhänt professionell tennisspelare.